# 883 Matterania
Matterania (asteroide 883) é um asteroide da cintura principal, a 1,7918749 UA. Possui uma excentricidade de 0,1993118 e um período orbital de 1 222,79 dias (3,35 anos).
Matterania tem uma velocidade orbital média de 19,90997069 km/s e uma inclinação de 4,71591º.
Este asteroide foi descoberto em 14 de Setembro de 1917 por Max Wolf.